# 神宮敬義会
神宮敬義会（じんぐうけいぎかい）とは、大韓帝国末期に神宮奉敬会から分立された神道団体である。
神宮奉敬会は「朝鮮にも神宮を建てて祭祀を執り行なおう」という主旨で1909年6月に発足したが、内紛を経て、その年8月に類似団体である神宮敬義会が設立された。神宮奉敬会会長の金在珣（김재순）が組織した。
金在珣は檀君と日本の神武天皇の位牌を一緒に奉安して神道儀式を挙行するという主旨で神宮敬義会を組織した。結成当初は神宮奉敬会に合同を要請したりもしたが、以後神宮奉敬会とは別途に伊藤博文の追悼会を開催するなど様々な独自の活動を始めた。
1909年11月からは財政問題で困難を経て会員たちから会費を徴収して、脱退する会員が発生した。このため金在珣が資金を借りて運営する事にし、翌年には度支部（탁지부）に対して北関廟を事務所として使用する請願を提出した。
日韓併合条約締結を前にした1910年7月には全国に支会を設立して、檀君と神武天皇の位牌を奉安して日本の神宮奉斎会を模倣した儀式を執り行ったりした。この頃韓国平和協会と連合交渉もした。
しかし会長である金在珣が、日本と行き来して高位官僚たちと親交があるとか、日韓併合が成り立てば自分が入閣するはずだというなど、誇張した言辞で資金を引き入れて物議をかもした。日韓併合の3日前に金在珣が逮捕されて活動が中断された。
1911年3月には伊勢神宮への参拝団派遣計画もあったが、同年7月に総督府により解散させられた。

## 参考資料
- 친일인명사전편찬위원회 （2004年12月27日）. 《일제협력단체사전 - 국내 중앙편》. 서울: 민족문제연구소. ISBN 8995330724
- 친일반민족행위진상규명위원회 （2006年12月）. 〈김재순〉, 《2006년도 조사보고서 II - 친일반민족행위결정이유서》, 881～897쪽쪽. 발간등록번호 11-1560010-0000002-10